# Wojciech Wiśniewski (pisarz)
Wojciech Wiśniewski (ur. w 1933 w Krakowie) – polski dziennikarz i pisarz.

## Życiorys
Dzieciństwo spędził w Warszawie. Kształcił się w Prywatnym Gimnazjum Biskupim Collegium Marianum w Pelplinie i Ogólnokształcącym Gimnazjum im. Adama Mickiewicza w Warszawie.
Karierę dziennikarską rozpoczął jako fotoreporter. Pisał dla prasy dziecięcej i młodzieżowej, debiutował w 1962 opowiadaniem dla młodzieży „Beata ma oczy brązowe”, które zadedykował przyszłej żonie, Beacie.
Był dziennikarzem w czasopismach „Świat Młodych” oraz „Na Przełaj”, w którym prowadził Klub Młodych Autorów oraz dział kulturalny. Na jego łamach przybliżał czytelnikom współczesnych autorów polskiej literatury, prezentując przeprowadzone z nimi wywiady. Wywiady przeprowadzane przez Wiśniewskiego cieszyły się taką popularnością, że zostały wydane w trzech tomach „Tego nie dowiedzie się w szkole” (1979, 1981 i 1983) oraz zostały wydane na początku lat 90. w zbiorze „Lekcja polskiego” (Oficyna Wydawnicza „Rytm”), jako książka zalecona przez Ministerstwo Edukacji Narodowej.
Był autorem zbiorów opowiadań, takich jak „Głowa do korony” (1966), „Dziewczyna z fortepianem” (1970), „Szukam przyjaciela” (1971) czy „Test na uczucia” (1975), a także antologii „Nasze ulubione wiersze”, która w 1980 otrzymała Międzynarodową Nagrodę Wydawców IX Premio Europeo. W stanie wojennym porzucił redakcję i zaczął pracować jako instruktor socjalny w Domu Pomocy Społecznej „Kombatant” na warszawskim Bemowie. W 1982 wydał zbiór opowiadań „Gazeciarz z planu Napoleona”.
W 1989 wydał w paryskim wydawnictwie Edition Spotkania książkę „Ostatni z rodu. Rozmowy z Tomaszem Zanem”, która stanowiła zapis rozmów z Tomaszem Zanem, którego życiorys wpisał się w wielką historię Polski XX wieku, opowiadając jednocześnie o losach ostatniego pokolenia Polaków żyjących na Kresach. Publikacja została uhonorowana przez Stowarzyszenie Dziennikarzy Polskich Nagrodą im. Stanisława Konarskiego. Po 25 latach LTW wznowiło książkę, uzupełniając ją o wiadomości z teczek SP, UB i informacji wojskowej zgromadzonych w Instytucie Pamięci Narodowej, jak również o fragmenty artykułów z pisma wydawanego podczas stanu wojennego „Promieniści” kontynuującego ideały Filomatów i Filaretów. Dopełniając kresową opowieść o Tomaszu Zanie, napisał książkę „Pani na Berżenikach. Rozmowy z Heleną z Zanów-Stankiewiczową”.
Był stałym korespondentem „Dziennika Polskiego i Dziennika Żołnierza” w Londynie, autorem reportaży i słuchowisk radiowych.
W 1999 wydał książkę „Smak dzieciństwa”, w której opisał wspomnienia z dzieciństwa. Publikacja cieszyła się dużym zainteresowaniem i była wznawiana czterokrotnie – po raz ostatni w Literackim Towarzystwie Wydawniczym, z rekomendacją księdza-poety Jana Twardowskiego, reportażysty Ryszarda Kapuścińskiego i przyjaciela autora Marka Nowakowskiego. W 2001 wydał „Rzymianina z AK. Rzecz o dr Józefie Rybickim ps. Andrzej, Maciej”, książkę poświęconą dowódcy Kedywu Okręgu Warszawskiego. Siedem lat później ukazały się jego wywiady z dominikanami „Psy Pana Boga. Los Perros de Dios”, będące efektem licznych rozmów i wizyt we wszystkich klasztorach dominikańskich w Polsce.
W 2016 premierę miała książka „Zapisane kartki Ojca Jana Góry. Antologia”, będąca zbiorem tekstów o. Jana Góry, wybranych przez Wiśniewskiego. Każdy rozdział autor poprzedził komentarzem, który przybliżał czytelnikom postać o. Góry.

## Twórczość
- Beata ma oczy brązowe (oprac. graf. Mirosław Pokora; Warszawa, Państwowe Zakłady Wydawnictw Szkolnych 1963; Wydanie 4: ilustr. Antoni Chodorowski (grafik), Wydawnictwa Szkolne i Pedagogiczne 1992, ISBN 83-02-04783-X)
- Głowa do korony (ilustr. i oprac. graf. Jan Marcin Szancer; Warszawa, Państwowe Zakłady Wydawnictw Szkolnych, 1966;)
- Dziewczyna z fortepianem (ilustr. Wanda Orlińska; Warszawa, Wydawnictwo Harcerskie Horyzonty, 1970)
- Szukam przyjaciela (opowiadania dla młodzieży; Warszawa, Wydawnictwo Harcerskie Horyzonty, 1971)
- Test na uczucia (ilustr. Jolanta Kalita; Warszawa, Wydawnictwo Harcerskie Horyzonty 1975)
- Alarm dla zastępu Kruków (Seria: "Biblioteka Błękitnych Tarcz 33"; ilustr. Mieczysław Kwacz; Warszawa, Wydawnictwa Szkolne i Pedagogiczne, 1976)
- Przyniosę ci szczęście: zbiór opowiadań (Warszawa, Młodzieżowa Agencja Wydawnicza 1979, ISBN 83-20-37757-8)
- Tego nie dowiecie się w szkole: (z wizytą u pisarzy) (Warszawa, "Nasza Księgarnia" 1979, ISBN 83-10-07585-5)
- Tego nie dowiecie się w szkole: (z wizytą u pisarzy) [Część 2] (Warszawa, "Nasza Księgarnia" 1981, ISBN 83-10-07761-0)
- Gazeciarz z placu Napoleona (ilustr. Zbigniew Łoskot; Warszawa, "Nasza Księgarnia" 1982)
- Rezerwowi (Seria: "Ważne Sprawy Dziewcząt i Chłopców"; Warszawa, Młodzieżowa Agencja Wydawnicza 1982, ISBN 83-203-1663-4)
- Słowo honoru (Seria: "Ważne Sprawy Dziewcząt i Chłopców", 80; Warszawa, Młodzieżowa Agencja Wydawnicza 1982, ISBN 83-203-1674-X)
- Tego nie dowiecie się w szkole: (z wizytą u pisarzy) [Część 3] (Warszawa, "Nasza Księgarnia" 1983)
- Szukam człowieka: rozmowy z pisarzami (Poznań, Krajowa Agencja Wydawnicza 1986, ISBN 82-03-01187-1)
- Ostatni z rodu. Rozmowy z Tomaszem Zanem (Editions Spotkania, Paryż 1989, ISBN 2-86914-048-7; Nagroda im. Stanisława Konarskiego za najlepszą książkę 1989 roku, przyznana przez Stowarzyszenie Dziennikarzy Polskich)
- Pani na Berżenikach. Rozmowy z Heleną z Zanów Stankiewiczową (Polska Fundacja Kulturalna, Londyn 1991, ISBN 0-85065-222-7; wydanie 2: Wydawnictwo LTW 2003, ISBN 83-88736-30-2)
- Lekcja polskiego (rozmowy z pisarzami); Warszawa, Oficyna Wydawnicza "Rytm" 1993, ISBN 83-85249-17-6)
- Smak dzieciństwa (powieść; Konin, Przegląd Koniński 1999, ISBN 83-912053-0-4)
- Beata ma oczy brązowe; Głowa do korony ; Dziewczyna z fortepianem (ilustr. Aneta Krella-Moch; Łódź, Wyd. "Literatura" 2000, ISBN 83-87080-55-1)
- Rzymianin z AK: rzecz o dr Józefie Rybickim ps. "Andrzej", "Maciej" (Warszawa, "Volumen - Marabut" 2001, ISBN 83-7233-122-7)
- Psy Pana Boga. Los Perros de Dios (wywiady z dominikanami; Poznań, Wyd. Zysk i S-ka, 2008

## Opracowania
- Niełatwo być dziewczyną: fragmenty pamiętników nadesłanych na konkurs "Na Przełaj" (autor wyboru i rozmów z autorkami; wstęp: Wojciech Żukrowski; Nasza Księgarnia 1977)
- Nasze ulubione wiersze (przygotowanie, opracowanie oraz przedmowa: Wojciech Wiśniewski; wybór wierszy: Barbara Adamczewska i inni; opracowanie graficzne Danuta Żukowska; Ludowa Spółdzielnia Wydawnicza 1980, ISBN 83-205-3132-2; w 1980 książka ta zdobyła międzynarodową nagrodę wydawców IX Premio Europeo di Letteratura Giovanile)
- Tylko o miłości (wybór i opracowanie: Maria Dańkowska, Wojciech Wiśniewski; Młodzieżowa Agencja Wydawnicza 1981, ISBN 83-203-1083-0)
- Jean Offredo, Lech Wałęsa czyli polskie lato (Lech Walesa ou l'été polonais; tłum. i adaptacja: Maria Heninger, Celine Le Corre, Wojtek Wiśniewski; Paris - Bagnolet: Cana - Dominique Le Corre 1981)